# Пюкс
Пюкс (фр. Puxe) — коммуна во французском департаменте Мёрт и Мозель, региона Лотарингия. Относится к  кантону Конфлан-ан-Жарнизи.	

## География

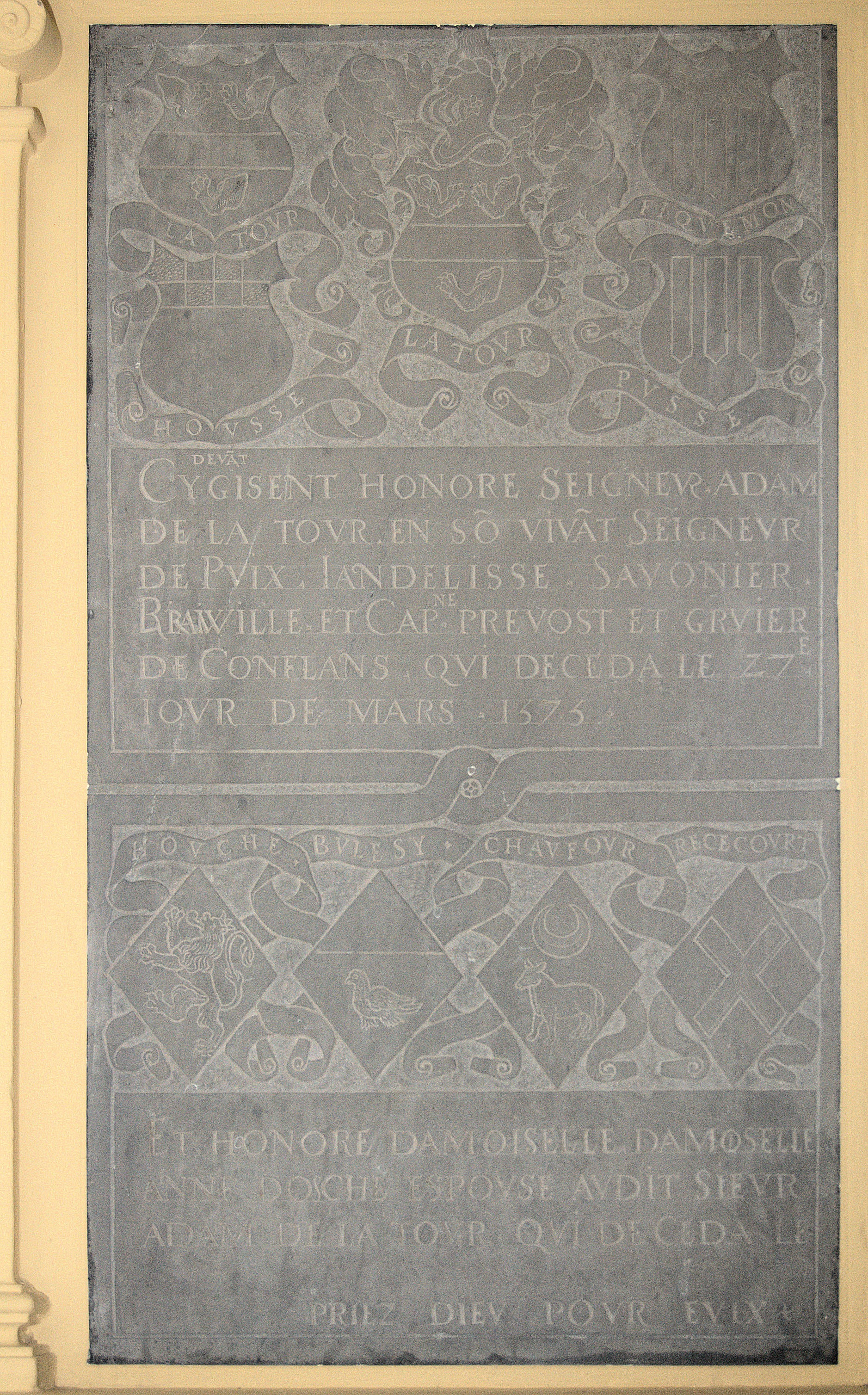
Мемориальная доска Адама де ла Тура в церкви Пюкса.

Пюкс расположен в 29 км к западу от Меца и в 60 км к северо-западу от Нанси. Соседние коммуны: Бонкур и Конфлан-ан-Жарнизи на востоке, Фриовиль на юго-востоке, Бренвиль на юге, Алламон и Вилле-су-Паре на юго-западе, Олле на западе.

## Демография
Население коммуны на 2010 год составляло 112 человек.
| 1962 | 1968 | 1975 | 1982 | 1990 | 1999 | 2010 |
| ---- | ---- | ---- | ---- | ---- | ---- | ---- |
| 108  | 101  | 99   | 79   | 75   | 104  | 112  |